# Gresswiller
Gresswiller es una localidad y  comuna francesa situada en el departamento de Bajo Rin, en la región de Alsacia. Tiene una población de 1.287 habitantes (según censo de 1999) y una densidad de 139 h/km².

## Demografía
| 869                        | 919 | 964 | 1052 | 1181 | 1287 |
| (Fuente: [cita requerida]) |     |     |      |      |      |

Población de hecho.

## Personalidades ilustres
- Auguste Dubois, pintor y grabador (1892-1973). Colaboró entre 1920 y 1922 con Ettore Bugatti, italiano fundador de la famosa marca de automóviles Bugatti.[cita requerida]